# Volker Paulus
Volker Paulus (* 2. August 1947 in Gießen) ist ein ehemaliger deutscher Volleyballspieler und -trainer.

## Karriere
Volker Paulus spielte in den 1960er und 1970er Jahren Volleyball beim heimischen USC Gießen. In dieser Zeit spielte er auch in der deutschen Nationalmannschaft, mit der er bei den Olympischen Spielen 1972 in München den elften Platz belegte.
In den 1980er Jahren war Volker Paulus Vorsitzender und Trainer des USC Gießen, als der Bundesligist mit dem überragenden Burkhard Sude von 1982 bis 1984 dreimal in Folge Deutscher Meister wurde.
Später war Volker Paulus Geschäftsführer eines Gießener Bauunternehmens.